# Kuso
Kuso és una pel·lícula de terror corporal d'antologia de comèdia surrealista estatunidenca del 2017 dirigida per Flying Lotus (acreditat com a Steve), que va coescriure el guió amb David Firth i Zack Fox.

## Argument
Kuso representa una sèrie de quatre vinyetes surrealistes sobre els supervivents mutats d'un terratrèmol que ha destruït Los Angeles. Les vinyetes estan desglossades al llarg de la pel·lícula per animacions, estàtica de televisió i periodistes que informen sobre el terratrèmol; la notícia és interrompuda inicialment per Busdriver, que interpreta un número parlat en jazz que descriu el terratrèmol.

### Royal
- Escrit per Steven Ellison

Missy i Kenneth són amants que viuen en un complex d'apartaments. En la seva primera aparició, es veu a la Missy commocionant en Kenneth mentre es masturba, i després li canta per dormir. Tanmateix, Missy es cobreix el coll amb un drap i es nega a deixar que Kenneth li faci actes sexuals. Kenneth intenta tocar el piano perquè ella canti, però una altra veu se'ls uneix; Missy finalment treu el drap per revelar un foruncle parlant al coll. Després de la repulsió inicial, el foruncle parla a Kenneth perquè li deixi fer-li una felació; està d'acord, i així ho fan. Després, Kenneth respon amb plaer, després d'haver après a gaudir de la presència del foruncle, i l'anomena Royal.

### Mr. Quiggle
- Escrit per Steven Ellison i Zack Fox

La futura rapera B viu en un apartament amb criatures interdimensionals Kazo i Mazu. Després de fumar d'un bong i veure el que sembla ser una pel·lícula snuff amb ells, B va al bany per fer-se una prova d'embaràs, però es veu obligada a amagar-la quan Phil, un home que va violar B i la va deixar embarassada, apareix pel seu lavabo. Després d'haver donat positiu, B va a la clínica del Dr. Clinton per a un avortament, on coneix en Manuel, que es cura de la seva por als pits pel Sr. Quiggle, un gran insecte que viu a l'anus de Clinton. A B se li ofereix un penjador per a l'avortament i se'n va amb fàstic. Ella visita Phil per dir-li que està embarassada, però Phil es nega a deixar-la avortar; Kazo i Mazu sotmeten Phil i l'atrapen dins d'un dels vídeos musicals de B. Aleshores treuen el fetus del cos de B, i B suggereix que es fumin el fetus.

### Smear
- Escrit per Steven Ellison

En Charlie és un noi que va a una escola exclusiva al bosc i la seva mare l’alimenta amb un menjar terrible, la qual cosa fa que hagi de defecar constantment. Surt de l'aula per fer-s'ho amb els pantalons, Charlie corre cap al bosc, on troba una criatura estranya amb només un orifici semblant a l'anus i una llengua semblant a un cuc. Ell alimenta la criatura amb algunes de les seves femtes, la qual cosa fa que aparentment evolucioni, fent créixer una cara en lloc de la seva llengua. En la seva segona reunió, la criatura transfereix un raig de llum verda al cap d'en Charlie, donant-li poder per deixar d'anar a l'escola i per fi vencer a la seva mare. Més tard, Charlie alimenta la criatura amb excrements de gos, la qual cosa fa que desapareguin i la seva aparent descendència, deixant a Charlie i al gos al bosc.

### Sock
- Escrit per David Firth i Steven Ellison

Angel, una dona arrossegant-se per terra i menjant formigó, es diu a si mateixa que ha de sacrificar el seu nadó. La veu de Déu li parla i li diu que el seu nadó ha desaparegut i que el trobarà per un forat que, segons ella, porta a l'infern. Angel s'arrossegueix pel forat, però rellisca i cau totalment. És testimoni d'un altre home consumit per una criatura al forat i Jenny, un habitant del món del forat, la crida a crits. Angel és empassada per una altra criatura al forat; viatja per un túnel llarg i surrealista, abans de sortir de terra dins d'una criatura semblant a la de Smear, presenciant un gran objecte sobrevolant Los Angeles.
Després dels crèdits, Busdriver interpreta una altra peça parlada sobre sobreviure al terratrèmol.

## Repartiment
Royal
- Iesha Coston com a Missy
- Oumi Zumi com a Kenneth
- David Firth com a Royal (veu)

Mr. Quiggle
- The Buttress com a B
- Zack Fox com a Manuel
- Hannibal Buress com a Kazo (veu)
  - Kewon Vines com a Kazo (performance)
- Tim Heidecker com a Phil
- Donnell Rawlings com a Mazu (veu)
  - Matt McCarthy com a Mazu (performance)
- Diana Terranova com a Pepper
- Manuel Vazquez com a Julia
- Lexington Steele com a Jody
- George Clinton com a Doctor Clinton
- Guru Singh i Jimmy ScreamerClauz com a pacients

Smear
- Shane Carpenter com a Charlie
  - Angel Deradoorian com a Charlie (veu)
- Sandra R. Kisling com a Michelle
- Anders Holm com a mestre

Sock
- Mali Matsuda com a Angel
- Pretty Ricki Fontaine com a Jenny
- David Firth com a Roach Man
- Bob Heslip com a Bob
- Byron Bowers com a Smoking Roach

Additional cast
- Regan Farquhar com a News Pirate
- Hugh Moore com a Anchor 1
- Jen Saunderson com a Anchor 2
- Krista Allen com a Noia del temps

## Música
La pel·lícula compta amb una partitura de Flying Lotus al costat del músic electrònic britànic Aphex Twini el compositor japonès Akira Yamaoka. Alguns altres músics van contribuir o van tocar a la banda sonora, com ara Thundercat, Kamasi Washington, Miguel Atwood-Ferguson, Dennis Hamm, Dante Winslow, Niki Randa, Brandon Coleman, Busdriver, The Buttress i Angel Deradoorian, els tres últims dels quals també actuen a la pel·lícula. S'obrirà un àlbum de banda sonora sense data de llançament coneguda.

## Llançament
La pel·lícula es va estrenar al Festival de Cinema de Sundance el 21 de gener de 2017. Es va informar que moltes persones van marxar durant la projecció de la pel·lícula, però Flying Lotus més tard va afirmar que "només 20 persones d'aproximadament 400" van sortir. També es va mostrar al L Festival Internacional de Cinema Fantàstic de Catalunya, on va rebre una menció especial al Premi Noves Visions One.>
El juny de 2017, Flying Lotus va anunciar que Kuso s'estrenaria a Shudder el 21 de juliol, juntament amb una estrena limitada al cinema

## Recepció
Al lloc web de l'agregador de ressenyes Rotten Tomatoes, el 36% de les 22 crítiques són positives, amb una valoració mitjana de 4,8/10. Metacritic, que utilitza una mitjana ponderada, va assignar a la pel·lícula una puntuació de 51 sobre 100, basada en 11 crítics, indicant crítiques "mixtes o mitjanes"